# Hals Kommune
| Strukturdaten       | Strukturdaten   |
| ------------------- | --------------- |
| Sitz der Verwaltung | Gandrup         |
| Fläche              | 190,70 km²      |
| Einwohner           | 11.383 (2004)   |
| Kommune seit 2007   | Aalborg Kommune |

Hals Kommune war bis Dezember 2006 eine dänische Kommune im damaligen Nordjyllands Amt im Norden Jütlands. Seit Januar 2007 ist sie zusammen mit der “alten” Aalborg Kommune, der Nibe Kommune und der Sejlflod Kommune Teil der neuen Aalborg Kommune. Neben dem Verwaltungssitz Gandrup umfasste die Kommune auch die Orte Vester Hassing, Hou, Ulsted und die namengebende Ortschaft Hals.